# 青銅星天竺鯛
青銅星天竺鯛（學名：Astrapogon alutus），為輻鰭魚綱鈎頭魚目天竺鯛科星天竺鯛屬下的一個種，分布於西大西洋美國北卡羅萊納州至墨西哥灣東北方及委內瑞拉北部海域，深度1至229公尺，本魚體延長，長橢圓形，體稍側扁，頭大、眼大，口大且斜裂，頜齒細小，鋤骨和腭骨通常具齒，舌上無齒，前鰓蓋骨平滑，側線完整，延伸至尾柄，側線鱗片23-45枚，背鰭2個，尾鰭截形，體色銀棕色至深棕色，有深色的胡椒斑點，背鰭硬棘7枚、背鰭軟條9枚、臀鰭硬棘2枚、臀鰭軟條8枚，體長可達6.5公分，棲息在海草床或礁石區，屬肉食性，以浮游生物為食，繁殖期時，雄魚具有口孵習性，卵約7日化成仔魚，由雄魚吐出，具短暫的仔魚飄浮期，生活習性不明。